# Інший день
«Інший день» (англ. Another Day) — американсько-канадський драматично-фантастичний трилер режисера Джеффрі Рейнера 2001 р. Сюжет розгортається про закохану жінку, яка потрапила в минуле та отримала спробу змінити майбутнє. Головні ролі виконали зірки т/с Усі жінки — відьми — Шеннен Догерті та Джуліан Макмехон — Макс Мартіні і Кортні Кідд.
Прем'єра відбулася в США 4 грудня 2001 р.

## Сюжет
Головна героїня Кейт хоче стати лікарем і вчиться в медичній школі. У неї є друг Пол, коли вона дізнається, що вагітна, повідомляє йому цю новину. Не ухваливши рішення відразу, пара вирішує не поспішати і все як слід обміркувати. Для цього Кейт їде на час, коли повертається, дізнається, що Пол загинув під час пожежі. Кейт все ж вирішує народити дитину.
Проходить чотири роки. Кейт разом з донькою Меган живуть поруч з Девідом, найкращим другом Кейт, який давно був у неї закоханий. Він — симпатичний хлопець і розраховує на більше, ніж просто дружні відносини, але Кейт не готова — вона все ще пам'ятає про Пола.
Одного разу Меган випадково падає в річку, Кейт кидається за нею. А коли опритомнює на березі, розуміє, що потрапила у минуле за кілька днів до загибелі Пола.

## Ролі
- Шеннен Догерті — Кейт
- Макс Мартіні — Пол
- Джуліан Макмехон — Девід
- Кортні Кідд — Меган
- Девід Феррі — Рей
- Христина Ніколл — Габбі
- Роберт Хакулак — Бартон

## Критика
Рейтинг на IMDb становить 6,1/10.